# Brasil nos Jogos Paralímpicos de Verão de 1976
O Brasil participou dos Jogos Paralímpicos de Verão de 1976, em Toronto, nos Canadá. O país estreou nos Jogos Paralímpicos em 1972 e esta foi sua 2ª participação.
A delegação brasileira enviou 33 aletas para esta Paraolímpiada.

## Medalhistas
| Atleta                       | Modalidade | Prova | Medalha |
| ---------------------------- | ---------- | ----- | ------- |
| Robson Sampaio e Luís Carlos | Bocha      | Dupla | Prata   |